# 38 Leda
38 Leda este un asteroid întunecat din centura de asteroizi. A fost descoperit de J. Chacornac la 12 ianuarie 1856. Este numit după Leda, mama Elenei din Troia.